# Église Notre-Seigneur-des-Armées de Christiansted
L'église Notre-Seigneur-des-Armées est une église luthérienne située à Christiansted, dans les Îles Vierges des États-Unis.

## Historique
Construite en 1734, elle est la plus ancienne église de Sainte-Croix. Elle fut consacrée le 27 mai 1753. À l'origine dépendante de l'Église réformée néerlandaise, elle fut transférée aux luthériens en 1834. Elle subit d'importantes rénovations entre 1831 et 1834 sous la direction du gouverneur général Peter von Scholten. La galerie, la sacristie, les vestibules à entrée latérale et le clocher  ont également été ajoutés à l'époque. La première cérémonie dans la nouvelle église eut lieu le 25 juillet 1834 .

## Architecture

### Architecture extérieure
La cloche a été coulé à Copenhague en 1793 et sonne depuis son arrivée à Sainte-Croix en 1794 pour appeler des fidèles en service.
L'église dispose d'une tour néo-classique, construite en 1834 par Albert Lovmand, l'architecte officiel pour les colonies danoises à l'époque.

### Architecture intérieure
Les lustres suspendus, les consoles d’allée, les bougeoirs de communion et le banc d’acajou ont été offerts par le gouverneur Peter von Scholten en 1833. Le cadre photo en acajou local derrière l'autel a été fabriqué dans les années 1700, de même que le candélabre en argent sur l'autel. Les fonts baptismaux en marbre sont un cadeau de Johannes Söbötker à la mémoire de son fils Adam Levin, le premier enfant baptisé dans l'église en 1760. Les calices en argent encore utilisés sont des dons du roi Christian VI du Danemark faits en 1741. Les carreaux de sol sont en marbre italien.